# Crystel Fournier
Crystel Fournier ist eine französische Kamerafrau.

## Leben
Crystel Fournier stammt ursprünglich aus Toulouse. Nach ihrer Ausbildung an der École Nationale Supérieure d'Audiovisuel in Toulouse und der Fémis in Paris im Jahr 1998 war sie für Viel zu jung (Originaltitel Clément), den ersten Spielfilm von Emmanuelle Bercot, tätig und hiernach für Carnages von Delphine Gleize. Mit Letzterer drehte sie insgesamt vier Filme.
Mit Céline Sciamma arbeitete Fournier für deren komplette Trilogie über heranwachsende Frauen zusammen, Water Lilies, Tomboy und Mädchenbande. Zu ihren weiteren Arbeiten zählen Paris kann warten von Eleanor Coppola, Nico, 1988 und Miss Marx von Susanna Nicchiarelli, Wildfire von Cathy Brady und Große Freiheit von Sebastian Meise. Für letztgenannte Arbeit wurde Fournier im Jahr 2021 mit dem Europäischen Filmpreis ausgezeichnet.

## Filmografie (Auswahl)
- 1998: Dreckige Bastarde (Sale battars)
- 2001: Viel zu jung (Clément)
- 2002: Plus que deux (Kurzfilm)
- 2002: Carnages
- 2007: Water Lilies (Naissance des pieuvres)
- 2008: Le mystérieux mystère (Kurzfilm)
- 2009: Lieux saints (Dokumentarfilm)
- 2009: Ne me libérez pas, je m'en charge (Dokumentarfilm)
- 2010: D’amour et d’eau fraîche
- 2011: Tomboy
- 2012: Aujourd'hui
- 2013: Une place sur la Terre
- 2014: Mädchenbande (Bande de filles)
- 2014: La Crème de la crème
- 2015: La fille du patron
- 2016: Paris kann warten (Paris can wait)
- 2017: Nico, 1988
- 2019: Nuclear
- 2020: Miss Marx
- 2020: Wildfire
- 2021: Große Freiheit
- 2022: Chiara
- 2023: Drift

## Auszeichnungen (Auswahl)
David di Donatello
- 2021: Nominierung für die Beste Kamera (Miss Marx)[6]

Europäischer Filmpreis
- 2021: Auszeichnung für die Beste Kamera (Große Freiheit)

Diagonale
- 2022: Beste Bildgestaltung Spielfilm für Große Freiheit[7]

Österreichischer Filmpreis
- 2022: Auszeichnung in der Kategorie Beste Kamera (Große Freiheit)